# Fundacja (film)
Fundacja – polski film sensacyjny z 2006 roku (okres zdjęciowy trwał od 24 października do 5 grudnia 2005).

## Opis fabuły
Ze Stanów Zjednoczonych przybywa do kraju Mieczysław Małecki, który postanawia zrobić przekręt życia. Wie, że zbliża się nowelizacja ustawy o ruchu drogowym i zaostrzenie kar za wypadki spowodowane po pijanemu. Wtedy sądy będą zasądzać nawiązki na rzecz osób poszkodowanych w wypadkach, które będą wpłacane na konta wyspecjalizowanych fundacji. Ale takich fundacji jeszcze nie ma. Mieczysław zakłada więc fundację na rzecz dzieci poszkodowanych w wypadkach i czeka na zmianę prawa, aby potem, na mocy wyroków, zasądzana nawiązka płynęła ze wszystkich sądów w Polsce do jego dyspozycji. Do spółki włącza całą rodzinę.

## Obsada
- Jan Nowicki – Mieczysław Małecki
- Maciej Stuhr – Darek Koliba, narzeczony Anki
- Elżbieta Jarosik – Halinka Małecka, żona Mieczysława
- Agata Kulesza – Anka Małecka, córka Mieczysława
- Zbigniew Lesień – poseł wrażliwy na sprawy społeczne
- Jerzy Trela – prokurator Wacław
- Kinga Preis – Kazia
- Janusz Chabior – ekspert
- Edward Kalisz – prezes sądu
- Jerzy Schejbal – prezydent miasta
- Robert Więckiewicz – dyrektor banku
- Tadeusz Szymków – kierownik lotniska